# Nobuyuki Kojima
Nobuyuki Kojima, född 17 januari 1966 i Gunma prefektur, Japan, är en japansk tidigare fotbollsspelare.